# Joseph Marie Audin-Rouvière
Pour les articles homonymes, voir Audin et Rouvière.
Joseph Marie Audin-Rouvière, né le 26 mars 1764 à Carpentras et mort dans le quartier de Chaillot à Paris le 23 avril 1832, est un médecin français.

## Biographie
Il publia en 1794 « La médecine sans le médecin ou manuel de santé, ouvrage destiné à soulager les infirmités, à prévenir les maladies aiguës, à guérir les maladies chroniques, sans le secours d'une main étrangère », ouvrage qui devint populaire et obtint un grand nombre d'éditions. Il amassa en outre une grande fortune en vendant, sous le nom de grains de vie ou grains de santé, un remède secret qu'il donnait comme un remède universel et qui n'est que le toni-purgatif de Johann Peter Frank.
Il était membre de la loge maçonnique « Les Frères Artistes » de l’Ordre sacré des Sophisiens,.